# Élection gouvernorale de 2021 en Virginie
L'élection gouvernorale de 2021 en Virginie a lieu le 2 novembre 2021 afin d'élire le gouverneur de l'État américain de Virginie.
Le scrutin donne lieu à une alternance avec la victoire du républicain Glenn Youngkin, dans ce qui est perçu comme un revers pour le président Joe Biden en amont des élections de mi-mandat,.

## Contexte
Le gouverneur sortant, le démocrate Ralph Northam, ne peut se porter candidat à un second mandat, la constitution de l'État interdisant au gouverneur d'effectuer des mandats consécutifs.

## Système électoral
Le gouverneur de Virginie est élu au scrutin uninominal majoritaire à un tour pour un mandat de quatre ans non renouvelable de manière consécutive.

## Primaire démocrate
L'ancien gouverneur Terry McAuliffe remporte l'investiture démocrate avec 62,10 % des suffrages.

### Candidats
- Terry McAuliffe, ancien gouverneur de Virginie (2014-2018)
- Jennifer Carroll Foy, ancienne membre de la Chambre des délégués de Virginie (2018-2020)
- Lee J. Carter, membre de la Chambre des délégués de Virginie (depuis 2018)
- Justin Fairfax, lieutenant-gouverneur de Virginie (depuis 2018)
- Jennifer McClellan, membre du Sénat de Virginie (depuis 2017)

### Résultats
| Candidat | Candidat             | Voix    | %     |
| -------- | -------------------- | ------- | ----- |
|          | Terry McAuliffe      | 307 367 | 62,10 |
|          | Jennifer Carroll Foy | 98 052  | 19,81 |
|          | Jennifer McClellan   | 58 213  | 11,76 |
|          | Justin Fairfax       | 17 606  | 3,56  |
|          | Lee J. Carter        | 13 694  | 2,77  |
|          |                      |         |       |
| Total    | Total                | 494 934 | 100   |

## Primaire républicaine
L'homme d'affaires Glenn Youngkin remporte l'investiture républicaine au sixième tour de la convention républicaine avec 54,70 % des suffrages face à l'homme d'affaires Pete Snyder, tous ses autres concurrents ayant déjà été éliminés aux tours précédents. 

### Candidats
- Glenn Youngkin, homme d'affaires
- Pete Snyder, homme d'affaires

### Résultats
| Candidat | Candidat       | Voix   | %     |
| -------- | -------------- | ------ | ----- |
|          | Glenn Youngkin | 6 869  | 54,70 |
|          | Pete Snyder    | 5 685  | 45,30 |
|          |                |        |       |
| Total    | Total          | 12 554 | 100   |

## Résultats
| Candidat                 | Candidat                 | Partis                   | Voix      | %     |
| ------------------------ | ------------------------ | ------------------------ | --------- | ----- |
|                          | Glenn Youngkin           | Républicain              | 1 663 596 | 50,57 |
|                          | Terry McAuliffe          | Démocrate                | 1 600 116 | 48,64 |
|                          | Princess Blanding        | Liberation               | 23 125    | 0,70  |
|                          | Candidat par écrit       | Candidat par écrit       | 2 593     | 0,08  |
|                          |                          |                          |           |       |
| Votes valides            | Votes valides            | Votes valides            | 3 289 430 | 99,78 |
| Votes blancs et nuls     | Votes blancs et nuls     | Votes blancs et nuls     | 7 275     | 0,22  |
| Total                    | Total                    | Total                    | 3 296 705 | 100   |
| Abstention               | Abstention               | Abstention               | 2 654 663 | 44,61 |
| Inscrits / participation | Inscrits / participation | Inscrits / participation | 5 951 368 | 55,39 |